# Hieracium laestadianum
Hieracium laestadianum es una especie de planta con flor del género Hieracium, de la familia Asteraceae, orden Asterales.

## Distribución
Hieracium laestadianum se distribuye por Noruega y Suecia.

## Taxonomía
Fue descrita científicamente por Johanss. & Sam.
Tratamiento taxonómico
La especie aparece registrada en una sección de la publicación Svensk Bot. Tidskr.